# Huracán Odile
El huracán Odile fue unos de los dos ciclones tropicales más intensos en tocar tierra en la península de Baja California durante la era de los satélites. Al atravesar la península en septiembre de 2014, Odile infligió un daño generalizado, particularmente en el estado de Baja California Sur, además de causar impactos menores en la parte continental de México y el suroeste de Estados Unidos. El origen de Odile se convirtió en una depresión tropical al sur de México el 14 de septiembre del 2014 y alcanzó rápidamente la intensidad de la tormenta tropical. Después de desplazar durante varios días, Odile comenzó a rastrear hacia el noroeste, intensificándose a estado de huracán antes de alcanzar rápidamente su intensidad máxima de huracán categoría 4 el 14 de septiembre. El ciclón se debilitó ligeramente antes de tocar tierra cerca de Cabo San Lucas con vientos máximos sostenidos de 125 mph (205 km/h) ). Odile se debilitó gradualmente a medida que avanzaba a lo largo de la península de Baja California, cruzando brevemente hacia el Golfo de California antes de degenerar en un sistema de remanentes el 17 de septiembre. La decimosexta tormenta nombrada, y el octavo mayor huracán de la temporada de huracanes del Pacífico de 2014. Inicialmente, el Centro Nacional de Huracanes (NHC) pronosticó que Odile seguiría hacia el oeste y evitaría a tocar tierra, ya que se curvaría hacia el mar. En consecuencia, los gobiernos locales del suroeste de México inicialmente publicaron alertas meteorológicas menores. Las medidas de precaución en la península de Baja California comenzaron en serio después de que Odile tomó inesperadamente un rumbo directo hacia la península. Varios municipios declararon el estado de emergencia, abriendo 164 albergues con una capacidad total de 30,000 personas. Debido a la amenaza imprevista de Odile, aproximadamente 26,000 turistas extranjeros quedaron varados en la península en el momento de tocar tierra.
El huracán Odile llegó a un huracán categoría 4 a las 09:00 UTC del 14 de septiembre de 2014.  Luego de alcanzar su pico de intensidad de vientos de 215 km/h, el inicio del ciclo de reemplazamiento de ojo causó al sistema a debilitarse a categoría tres. Aproximadamente a las 04:45 UTC del 15 de septiembre, el Odile, sin cambios en su intensidad, tocó tierra cerca de Cabo San Lucas en la península de Baja California Sur como un huracán categoría 3, en esas áreas se reportaron vientos mayores a 185 km/h. 
A pesar del contacto con tierra de la península, el Odile se debilitó lentamente a la categoría dos, a las 21:00 UTC del 15 de septiembre. Después, se debilitó a tormenta tropical a las 03:00 UTC del día siguiente y, después de 39 horas, el Odile se debilitó a depresión tropical, con un desplazamiento al noreste, sobre el noroeste de México. Finalmente, la circulación el Odile se elongó y perdió definición, lo que supuso la degradación del sistema a un sistema de remanentes a las 21:00 UTC del 17 de septiembre. El 19 de septiembre, la Weather Prediction Center detalló que los remanentes del sistema finalmente se disiparon entre el sureste de Nuevo México y el oeste de Texas, con ausencia de circulación superficial.
En la etapa de desarrollo de Odile, sus fuertes lluvias y tormentas provocaron daños costeros menores en el suroeste de México y tres muertes en Oaxaca y Jalisco. Los impactos de tormenta más significativos se produjeron en la península de Baja California, donde los daños ascendieron a aproximadamente MX$ 24.2 mil millones (US$ 1.82 mil millones). Los cortes de energía provocados por los vientos intensos y la lluvia de Odile cortaron la electricidad al 92% de la población de Baja California Sur. También se produjeron inundaciones severas que causaron que los ríos se hincharan y la evacuación masiva de personas fuera de las áreas peligrosas de baja altitud. Los remanentes de Odile trajeron lluvias y tormentas eléctricas inusualmente poderosas al suroeste de los Estados Unidos. En total, Odile causó la muerte de 18 personas a lo largo de sus nueve días de existencia.

## Historia meteorológica
El 4 de septiembre, el Centro Nacional de Huracanes (NHC por sus siglas en inglés) indicó la posibilidad del desarrollo de un área de baja presión al sur de México el cual tuvo potencial para una convertirse en un ciclón tropical. El 7 de septiembre, un área amplia de convección asociado con una vaguada de baja presión consistente se formó sobre la región. El amplio sistema se desplazó lentamente al oeste y organizó gradualmente sobre los siguientes días; a las 09:00 UTC, el Centro Nacional de Huracanes determinó que la perturbación se había intensificado lo suficiente para ser clasificado como una depresión tropical a 395 kilómetros al suroeste de Acapulco, México. Un continuo incremento en su convección provocó que la NHC promoviera al sistema a la categoría de tormenta tropical seis horas después de su formación, designándolo con el nombre: Odile. A pesar de su desarrollo, una cizalladura vertical de viento causó la separación de la convección del centro de circulación de la tormenta. Como resultado, su proceso de intensificación fue disminuido. Debido a la falta de las corrientes dorsales atmosféricas, el Odile prosiguió su desplazamiento al oeste. La influencia constante de la cizalladura provocó la relativa desorganización de la tormenta el 11 de septiembre antes de sucumbir, permitiendo al sistema reconstituir su convección alrededor del centro del Odile el 12 de septiembre. La relajada cizalladura de viento permitió el crecimiento de bandas nubosas rodeando al ciclón así como un frente de ráfaga prominente. Al siguiente día, el Odile rápidamente adquirió una nubosidad central densa amplia; de acuerdo con las estimaciones de intensidad de las imágenes de satélite, la NHC promovió a la tormenta a la intensidad de huracán.
| Huracanes más intensos en el Pacífico                                                             | Huracanes más intensos en el Pacífico | Huracanes más intensos en el Pacífico | Huracanes más intensos en el Pacífico | Huracanes más intensos en el Pacífico |
|                                                                                                   | Huracán                               | Año                                   | Presión mínima                        | Presión mínima                        |
| hPa                                                                                               | Huracán                               | Año                                   | inHg                                  |                                       |
| ------------------------------------------------------------------------------------------------- | ------------------------------------- | ------------------------------------- | ------------------------------------- | ------------------------------------- |
| 1                                                                                                 | Patricia                              | 2015                                  | 872                                   | 25.75                                 |
| 2                                                                                                 | Linda                                 | 1997                                  | 902                                   | 26.64                                 |
| 3                                                                                                 | Rick                                  | 2009                                  | 906                                   | 26.76                                 |
| 4                                                                                                 | Kenna                                 | 2002                                  | 913                                   | 26.96                                 |
| 5                                                                                                 | Ava                                   | 1973                                  | 915                                   | 27.02                                 |
| 5                                                                                                 | Ioke                                  | 2006                                  | 915                                   | 27.02                                 |
| 7                                                                                                 | Marie                                 | 2014                                  | 918                                   | 27.11                                 |
| 7                                                                                                 | Odile                                 | 2014                                  | 918                                   | 27.11                                 |
| 9                                                                                                 | Guillermo                             | 1997                                  | 919                                   | 27.14                                 |
| 10                                                                                                | Gilma                                 | 1994                                  | 920                                   | 27.17                                 |
| Las listas está solamente para los ciclones tropicales en el Océano Pacífico al norte del ecuador |                                       |                                       |                                       |                                       |

Luego de ser clasificado como huracán el 13 de septiembre, el Odile inició a desplazarse al norte-noroeste. Al mismo tiempo, las imágenes de satélite indicaron la formación de un ojo. A finales del día, el sistema inició una fase de rápida intensificación; a las 09:00 UTC del 14 de septiembre, el ciclón había alcanzado la intensidad de categoría cuatro en la escala de huracanes de Saffir-Simpson, con vientos máximos sostenidos de 215 km/h (115 nudos). Con la intensidad alcanzada, un ciclo de reemplazamiento de pared de ojo, común en huracanes intensos, inició su curso. A pesar de esas afirmaciones, un avión de reconocimiento de la Fuerza Aérea de los Estados Unidos observó una presión barométrica de 922 hectopascales (mbar; 27,23 inHg); esta medición fue muy baja de lo esperado y fue la lectura de presión más baja observada en toda la existencia del Odile. Sin embargo, la erosión del núcleo interno del huracán debido al ciclo de reemplazamiento de pared de ojo resultó en el debilitamiento progresivo luego de alcanzar su pico de intensidad. Aún manteniendo su desplazamiento al norte-noroeste con una ligera desviación, el Odile tocó tierra cerca de Cabo San Lucas como huracán de categoría tres a las 04:45 UTC del 15 de septiembre, con vientos de 205 km/h (110 nudos). Esta intensidad de vientos empató al Odile con el huracán Olivia de 1967 como el ciclón tropical más intenso en desplazarse sobre el estado de Baja California Sur.
A pesar de la presencia de terreno, el debilitamiento gradual solo ocurrió después del contacto con tierra, Sin embargo, el terreno montañoso de la península de Baja California inició a influir al sistema y lo debilitó a tormenta tropical el 16 de septiembre. Aunque la convección de la tormenta estaba atrofiándose, el Odile retuvo una estructura aparentemente organizada en las imágenes de satélite y clústeres ocasionales de actividad tormentosa. El 17 de septiembre, una cresta de magnitud media cercana guió al sistema al noreste, moviéndolo al golfo de California como una tormenta tropical severa. A pesar de encontrarse sobre aguas muy cálidas del golfo, la proliferación de la cizalladura de viento y la interacción con tierra antagonizaron otras condiciones favorables. El Odile continuó debilitándose así como su convección se extendió al noreste sobre México y el suroeste de los Estados Unidos; a las 21:00 UTC del 17 de septiembre, la NHC deteminró que la tormenta tropical se había degradado a un área remanente de baja presión sobre el interior de México. La circulación remanente del Odile continuó desplazándose al noreste, entrando al extremo sureste de Arizona a las 09:00 UTC del 18 de septiembre. Esta circulación se disipó el 19 de septiembre, justamente al este de la frontera entre Arizona y Nuevo México, dejando un área marcada de tormentas severas, los cuales persistieron a través de la región en los siguientes días.

## Preparaciones

### Noroeste de México

Imagen de satélite que capta el momento del contacto con tierra del huracán Odile

Luego de la formación del sistema, se emitió una alerta amarilla sobre el oeste del estado de Michoacán, mientras que se emitió una alerta verde sobre el resto del estado, también en Colima y Jalisco. Se emitió una alerta azul sobre los estados de Nayarit, Oaxaca y Guerrero. Cuando el huracán abruptamente cambió su dirección hacia México, la península de Baja California estuvo bajo alerta máxima. El 14 de septiembre, se declaró un estado de emergencia en La Paz, Los Cabos, Comondú, Loreto y Mulegé. En Cabo San Lucas, se ordenó a 2.100 marinos iniciar las evacuaciones. En La Paz, las clases fueron suspendidas y el aeropuerto de la ciudad fue cerrado. A través de la península se abrieron 164 albergues, de los cuales tuvieron capacidad de tener a 30 000 personas. Sin embargo, solo 3500 personas usaron esos albergues.
Al momento del contacto con tierra, los hoteles en el estado estuvieron al 46% de su capacidad, el equivalente a 30.000 turistas, de los cuales 26 000 eran extranjeros. En el estado de Sinaloa, 214 personas fueron evacuadas a los albergues. Además, la mayor parte del sur del estado de Sonora estuvo bajo alertea amarilla, mientras que en el centro del estado estuvo bajo alerta verde. El 15 de septiembre, la alerta amarilla fue cambiada a alerta roja y las clases fueron suspendidas en 34 municipios. Luego de entrar al golfo de California, se declaró alerta roja en el municipio de Hermosillo.

## Impacto

### México

#### Este de México
Las lluvias torrenciales asociadas a la tormenta trajeron inundaciones al estado de Oaxaca, provocando dos muertes: un niño de 9 años fue arrastrado en un río mientras que un trabajador fue impactado por un rayo. Debido a la combinación de alto oleaje y las marejadas ciclónicas, 69 edificios en Acapulco resultaron dañados, incluyendo 18 restaurantes y una porción de un paseo panorámico. Se reportaron daños menores a lo largo de las playas de Nayarit y Colima. En la playa de Puerto Vallarta, dos personas resultaron fallecidas debido al alto oleaje.

#### Baja California Sur
Luego de tocar tierra como huracán mayor, el Odile trajo extensos daños; muchos árboles y postes de electricidad fueron derribados, bloqueando muchas carreteras. Al menos 239.000 personas se quedaron sin el servicio de energía eléctrica a través del estado de Baja California Sur, equivalentes al 92% de la población del estado. Todos los vuelos de llegada y salida de la península fueron cancelados. En Los Cabos, aproximadamente entre 3.000 y 4.000 personas estuvieron varados debido a la cancelación de 44 vuelos. A través de la península, 30.000 turistas se quedaron varados, incluyendo a 26 000 de otras naciones, principalmente de los Estados Unidos, Canadá y el Reino Unido, y fueron evacuados a los refugios. El 16 de septiembre, muchos turistas tomaron vuelos de salidas en otros aeropuertos, incluyendo al de Tijuana, Mazatlán, Guadalajara y la Ciudad de México, aunque una persona falleció en un vuelo debido a un paro cardíaco por el estrés provocado por la tormenta. Las autoridades oficiales estimaron que podría haberse tomado 10 días en restablecer las funcionalidades normales del aeropuerto de Los Cabos. En las repercusiones, se reportaron saqueos y se declaró la ley marcial. Los daños totales en Baja California Sur se estimaron en MX$15 mil millones (US$1.13 mil millones).

#### Noroeste de México

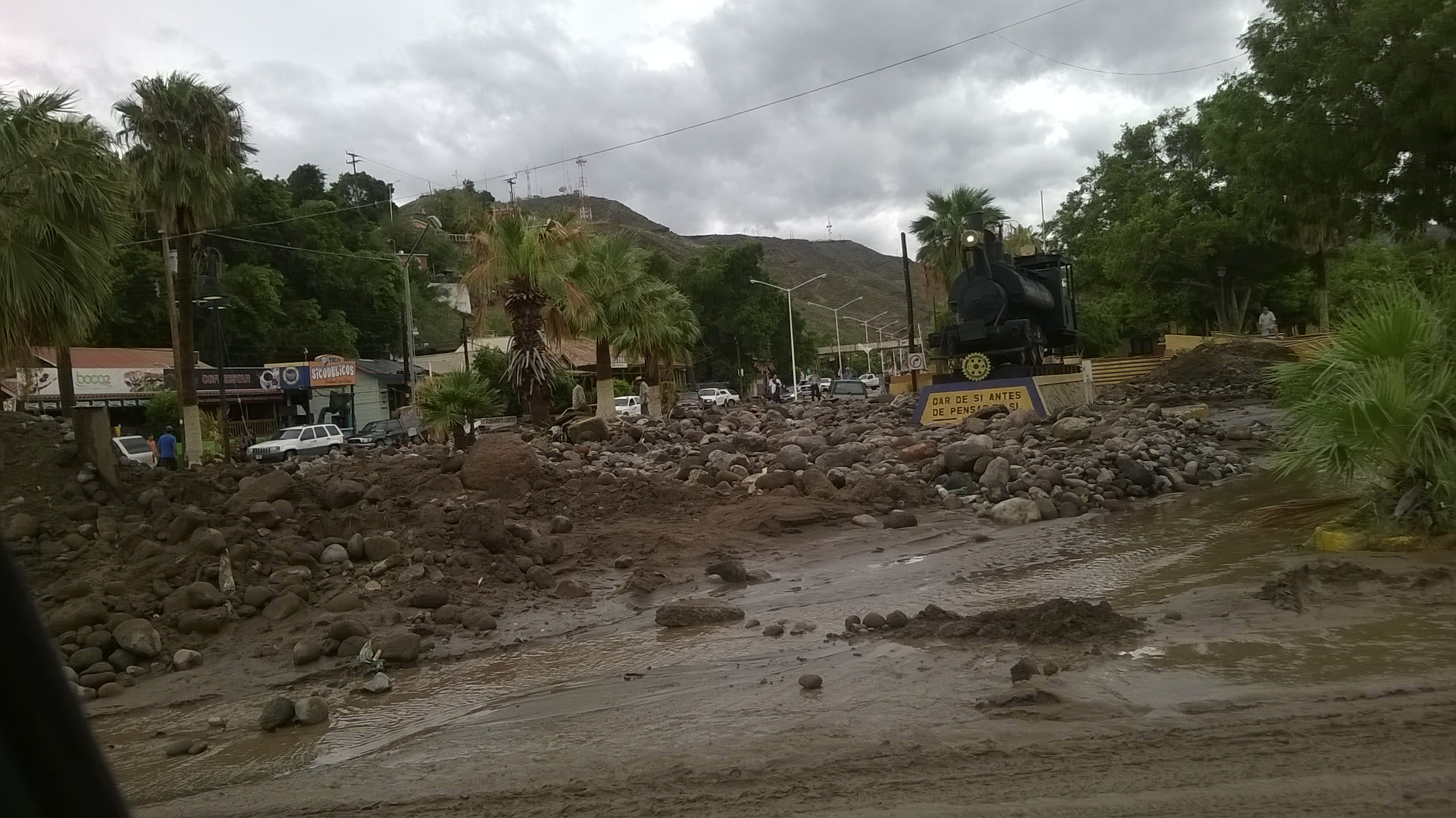
Daños en Santa Rosalía tras Odile

En la costa, se rescataron a ocho pescadores. En Cabo San Lucas, muchos árboles y postes de electricidad sucumbieron y 135 personas resultaron lesionadas en donde hubo saqueos en tiendas comerciales y dejó al gran parte del municipio de los cabos incomunicado y sin electricidad ni trabajo. La ciudad de San José del Cabo sostuvo los mayores daños del huracán, donde los servicios de agua potable y comunicaciones se encontraron suspendidas. En el puerto de La Paz, 22 botes fueron dañados. Otros cuatro desaparecieron en el mar. Cinco personas fallecieron directamente por el huracán en la península, incluyendo una mujer de 62 años que murió en Santa Rosalia mientras intentaba cruzar un río y un hombre quien murió de un paro cardíaco en La Paz. Además, aproximadamente 11.000 personas fueron evacuadas debido a las inundaciones. Un total de 2.180 postes de electricidad fueron derribados, incluyendo 800 en el área de Los Cabos.
En el lado este de la península, en el área de la Bahía de Los Ángeles, 90 familias perdieron sus casas debido a las inundaciones de un metro de profundidad. Después del desastre, cerca de 500 personas distribuyeron 2.000 paquetes de alimentos a las víctimas. Esa ciudad fue aislada de la península cuando el huracán destruyó la única carretera que comunicaba con esta. Luego de hacer su contacto final con tierra, la tormenta trajo lluvias torrenciales en el lado noreste del país. en Monterrey, cuatro personas fallecieron, de los cuales tres murieron en las afueras de la ciudad en un automóvil que intentaba cruzar un arroyo; dos niños también desaparecieron en aquel incidente.
La planta de energía solar fotovoltaica Aura Solar, situada en La Paz (Baja California Sur), fue arrasada por el huracán y no opera desde entonces. Fue inaugurada a principios de 2014, y tenía previsto generar 82 GWh al año, suficiente para abastecer el consumo de 164 000 habitantes (65% de la población de La Paz).

### Estados Unidos

#### California
Los remanentes del huracán Odile causaron daños a través del centro y este del condado de San Diego, generando vientos fuertes y tormentas eléctricas inusualmente severas en la región. Las ráfagas destruyeron árboles, postes de energía eléctrica, varios automóviles y al menos un avión en el aeropuerto de Montgomery Field. Un alguacíl falleció en Texas y un trabajador petrolífero falleció en Nuevo México como resultado de las inundaciones de Odile.

## Repercusiones

### Nombre retirado
Como consecuencia de los daños y perdidas millonarias causadas en Los Cabos, México., la Organización Meteorológica Mundial retiró a Odile de la sexta lista de nombres de huracanes para el pacífico, este fue sustituido por Odalys para la temporada del 2020.